# Kållerado
Kållerado är en åkattraktion i nöjesparken Liseberg i Göteborg. Attraktionen invigdes 1997 och består av en 560 meter lång, krokig vattenränna. De åkande färdas i cirkelformade båtar som driver fritt med det strömmande vattnet. Attraktionen har 28 båtar med vardera 9 sittplatser. I vattenrännan finns olika hinder som båtarna kan stöta till, och andra hinder som får båtarna att rotera. Under banan utsätts de åkande även för vattenstänk och rökeffekter.
En lugnare variant av attraktionen finns i Kaninlandet. Denna attraktion heter Morotsresan och är anpassad för mindre barn.

## Incidenter
År 2001 skadades en 14-årig pojke lindrigt då han klämdes fast mellan bryggan och båten.
År 2007 föll en 9-årig flicka i vattnet då hon, av misstag, fick en knuff från en av medåkarna som var familjemedlem. Hennes syster hoppade själv i för att rädda henne. Båda klarade sig dock helt oskadda.

## Bilder

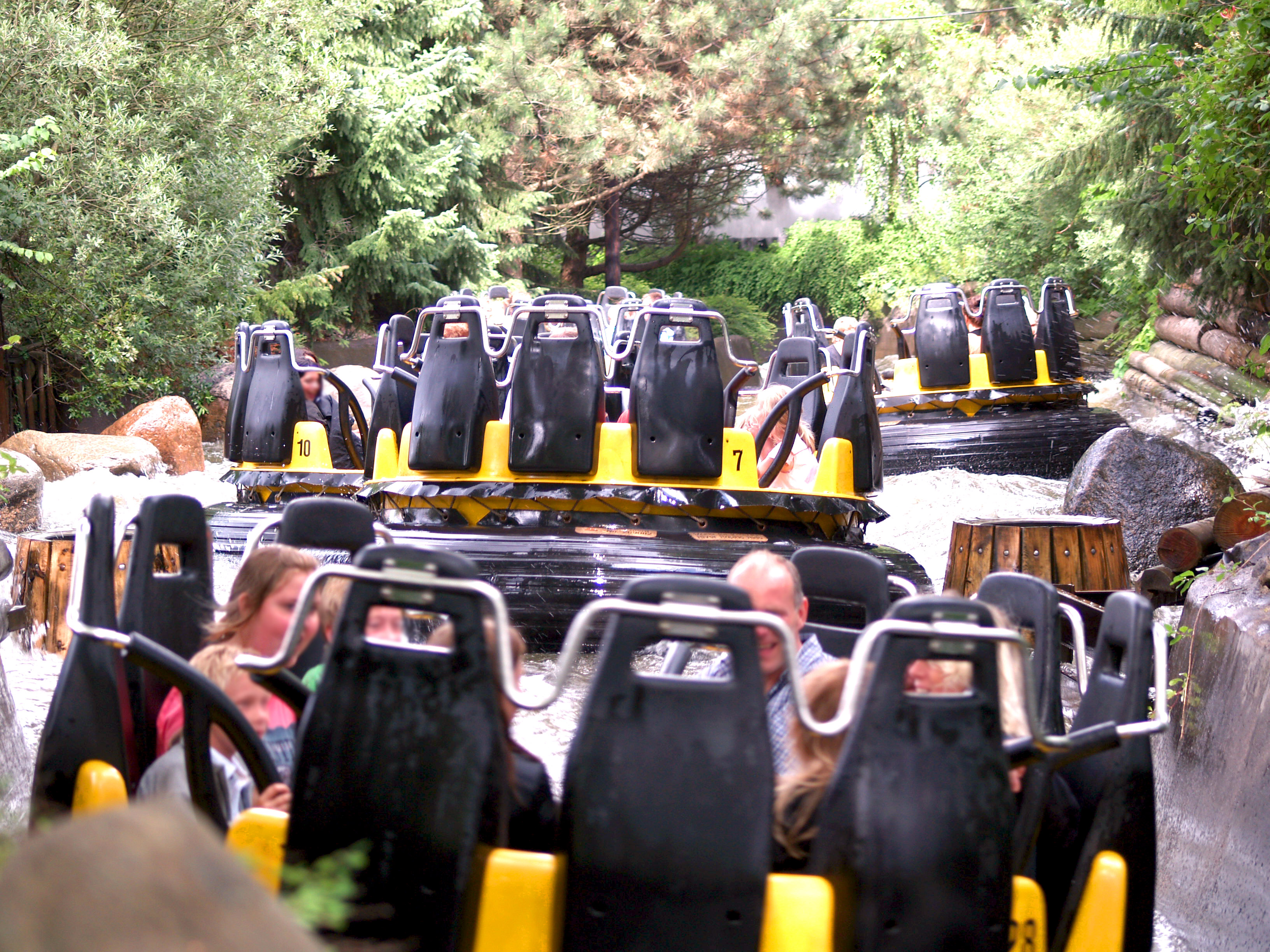
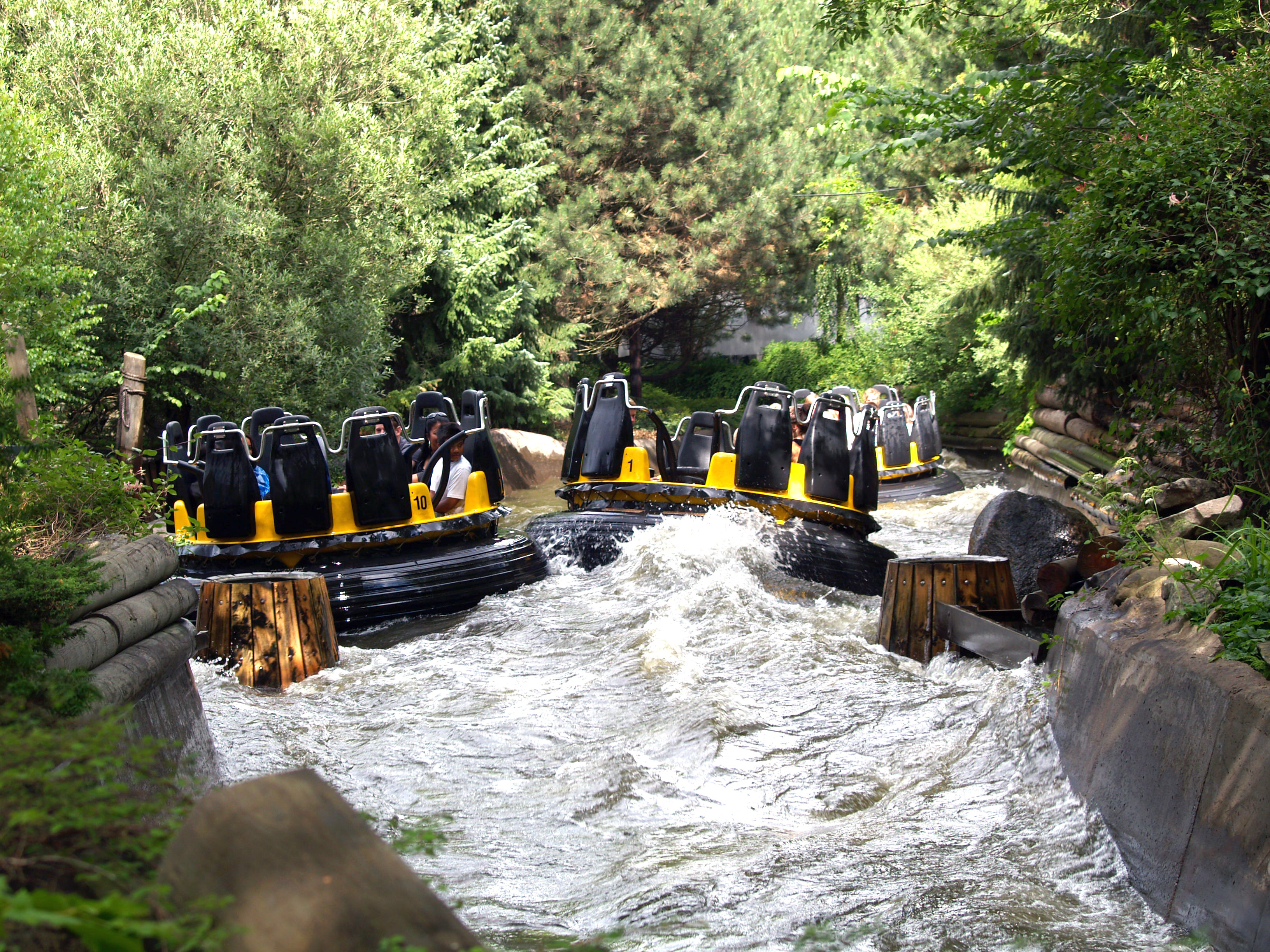

- Wikimedia Commons har media som rör Kållerado.